# Radiohead Box Set
Radiohead Box Set to box set brytyjskiej grupy muzycznej Radiohead. Został wydany 10 grudnia 2007 roku.

## Zawartość
Zawartość box seta to sześć albumów studyjnych zespołu i jeden album koncertowy:
- Pablo Honey
- The Bends
- OK Computer
- Kid A
- Amnesiac
- I Might Be Wrong: Live Recordings
- Hail to the Thief

Box set jest dostępny w trzech wydaniach:
- W formie 7-płytowego zestawu z oryginalnymi okładkami i w pudełku (jak na zdjęciu)
- Jako pliki do pobrania w dystrybucji cyfrowej
- Na pamięci przenośnej USB

## Tło wydania albumu
W 2004 roku, po wydaniu szóstego albumu studyjnego Hail to the Thief wygasł kontrakt zespołu z wytwórnią Parlophone. Siódmy album studyjny zespołu Radiohead pt. In Rainbows został wydany bez kontraktu 10 października 2007 roku za pomocą dystrybucji cyfrowej jako zbiór dziesięciu plików MP3 (każdy użytkownik sam wpisywał cenę jaką chce zapłacić za album) a na początku grudnia wydany został "discbox" zawierający bonusowy CD z sesji nagraniowej, edycję In Rainbows na dwóch płytach winylowych i książkę w twardej oprawie (w cenie £40).
31 października 2007 zespół ogłosił podpisanie kontraktu z wytwórnią XL Recordings (z tą samą wytwórnią Thom Yorke wydał swoją solową płytę The Eraser) i ogłosił, że In Ranbows trafi do sklepów jako standardowe wydanie CD. Po bardzo niedługim czasie Parlophone ogłosiło wydanie box seta. Box set został wydany dokładnie w tydzień po dacie ukazania się discboxa i dokładnie w tej samej cenie (wersja pudełkowa). Radiohead nie miał nic wspólnego z decyzją wydania box seta i nie promował go. Sugerowano wtedy, że wydanie go to akt zemsty Parlophone za utracenie praw do wydawania dobrze sprzedających się albumów Radiohead. Wytwórnia zaprzeczyła temu a zespół nie zabrał głosu w tej sprawie.
Na początku listopada 2007 roku, po wpisaniu do wyszukiwarki "Radiohead" wyświetlał się na jednym z pierwszych miejsc link sponsorowany mówiący "Radiohead - New Album 'In Rainbows' now available as boxset" ("Radiohead - Nowy Album 'In Rainbows" dostępny teraz jako boxset") nie prowadzący jednak do strony In Rainbows, ale do strony Parlophone gdzie sprzedawany był box set z siedmioma poprzednimi albumami Radiohead. Parlophone wkrótce skorygowało błąd, a zespół zaakceptował to i uznał za przypadkową pomyłkę a nie próbę oszustwa.